# Provinciaal Instituut voor Secundair Onderwijs

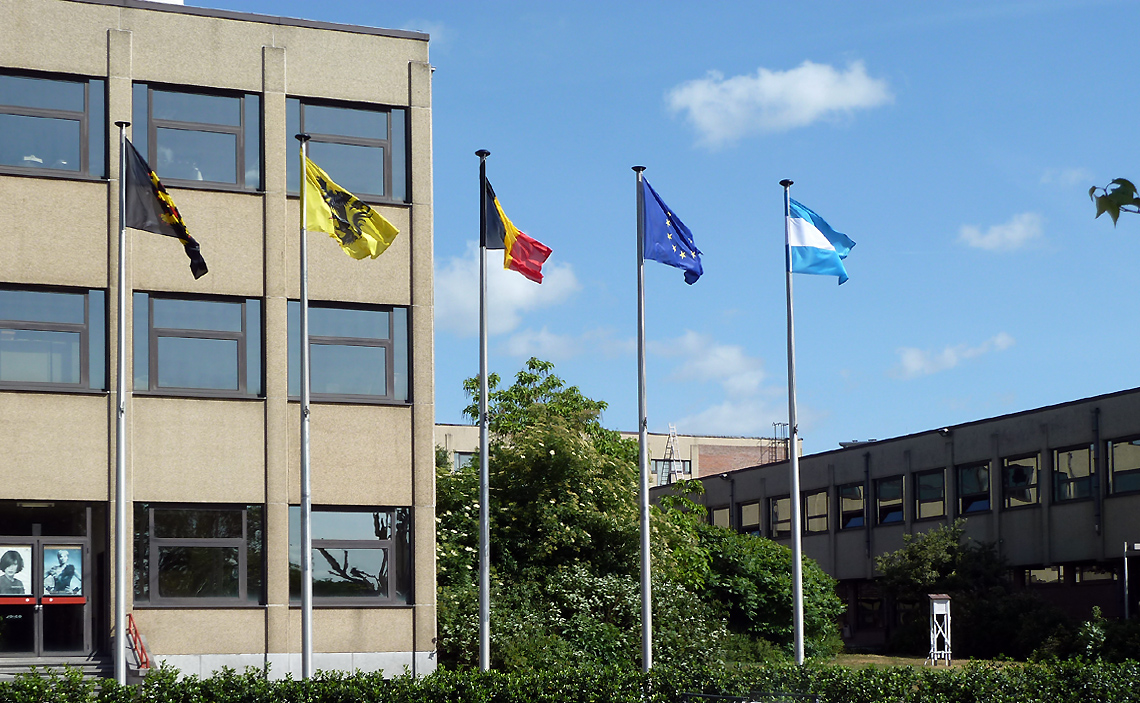
PISO, schoolgebouwen aan de Cellebroersstraat

Het Provinciaal Instituut voor Secundair Onderwijs (PISO), is een gemengde secundaire overheidsschool in de Belgische stad Tienen. De school ontstond door het samengaan van PITO (Provinciaal Instituut voor Technisch Onderwijs), het Instituut Charles Dejaegher (technische school voor meisjes) en de secundaire afdeling van de PNT (Provinciale Normaalschool Tienen).

## Voorgeschiedenis

### Nijverheidsschool
In 1903 besliste de Tiense gemeenteraad om het avondonderwijs in de stedelijke tekenacademie te vervolledigen met een nijverheidsschool of 'école industrielle'. Leerlingen die de drie voorbereidende jaren van de academie hadden doorlopen, konden ofwel de hogere cyclus van de academie volgen ofwel de lessen van de nijverheidsschool. De voorbereidende jaren van de academie waren toegankelijk voor kinderen vanaf 10 jaar zodat men op z'n dertiende voor de nijverheidsschool in aanmerking kwam. Natuurlijk mochten ook oudere kandidaten zich inschrijven. De onderwijstaal was Frans. De directeur van de academie werd belast met het bestuur van de nijverheidsschool, die ook 'avondschool' werd genoemd. De school was afhankelijk van het Ministerie van Industrie en Arbeid, dat de leden van de bestuurscommissie aanduidde. Daar waren o.a. bij: Emile Molinet, Tiens industrieel; Eugène Gilain en Lucien Beauduin als afgevaardigden van de provincie; Adrien Dony en Edgar Alen, schepenen van de stad.
De lessen werden gegeven in lokalen van de tekenacademie maar ook in de studiezaal van het gemeentecollege. Vanaf het tweede jaar konden de leerlingen van de nijverheidsschool kiezen tussen 'Burgerlijke bouwkunde' en 'Mechanische constructies'. Vermeldenswaard is de afdeling 'Painture industrielle', een driejarige cursus om hout en marmer na te bootsen, de kunst van het marmeren. Deze cursus werd niet 's avonds maar 's zondags gegeven van 8 tot 12 uur. De afdeling bleef bestaan tot in 1987.
De school nam onmiddellijk een goede start. Het eerste jaar schreven 128 leerlingen zich in. Dat de cursussen in het Frans waren bleek een serieuze handicap voor de doorgroei van de school. Nederlandssprekende leerlingen hadden vaak een gebrekkige kennis van het Frans. Het stadsbestuur besliste daarom in 1903 reeds om aan de voorbereidende jaren van de academie een verplichte cursus Frans toe te voegen a rato van één lesuur per week, drie jaar lang.
In 1905 werd de nijverheidsschool gereorganiseerd. De school kreeg 5 afdelingen: bouwkunde, werktuigkunde, scheikunde, schilderwerk en handel. Daarbij kwam nog de speciale cursus elektriciteit. De studieduur werd gebracht van drie op vier jaar. Door het leerpakket te verdelen over vier studiejaren hadden de ingeschreven arbeiders nu twee vrije avonden in de week en werd de verwerking van de leerstof vergemakkelijkt.

### Beroepsschool 'Institut Victor Beauduin'

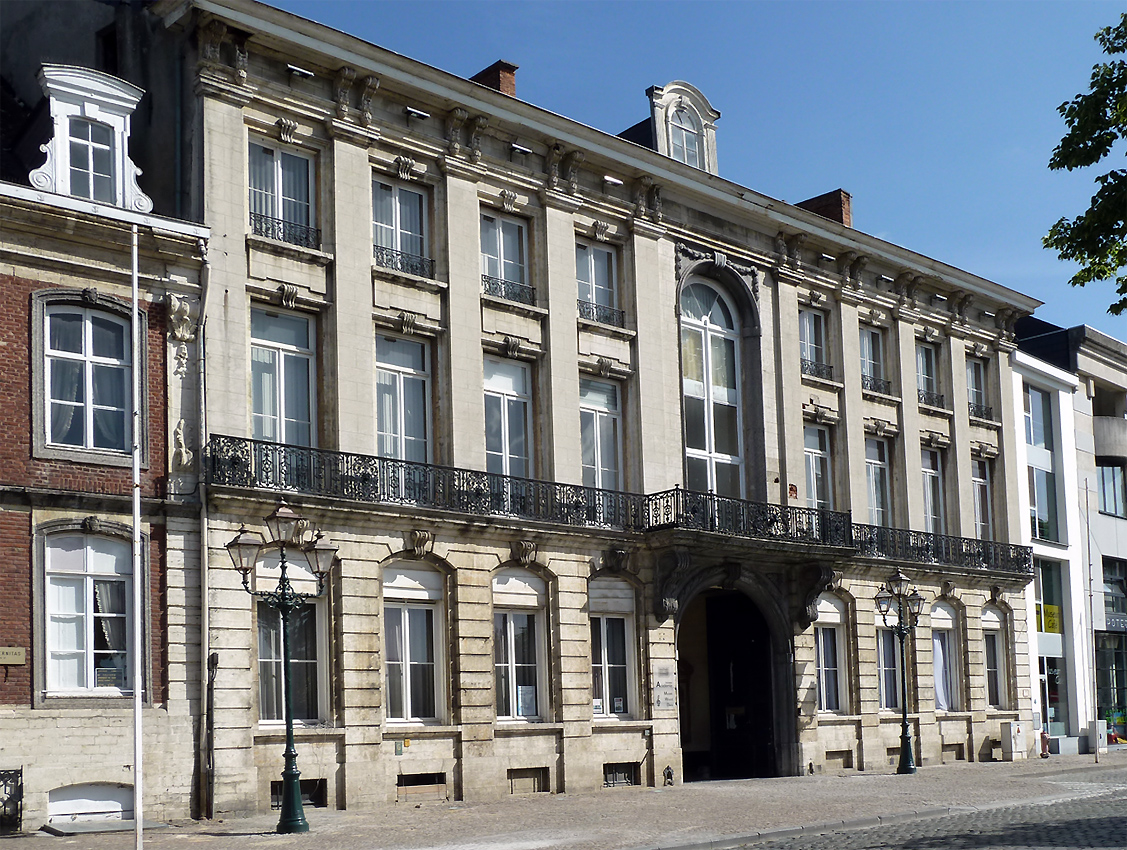
De Tinnen Schotel, vroeger hotel en ex-PITO

In 1908 werd een comité opgericht om de nagedachtenis van wijlen burgemeester Victor Beauduin levendig te houden. Victor Beauduin was medeoprichter van de Tiense Nijverheidsschool maar hij droomde ook van de uitbouw van technisch dagonderwijs in Tienen. Het comité nam deze idee over en slaagde erin om voldoende fondsen te verwerven voor de aankoop van de Tinnen Schotel, het van oudsher bekende hotel op de Markt, dat eigendom geworden was van wijlen Victor Beauduin en dat als schoolgebouw zou kunnen dienen. In 1909 kon de koop gesloten worden en begon de stad met de herinrichting. Het vroegere hotel moest zowel de nijverheidsschool als de nog op te richten beroepsschool onderdak kunnen bieden. In 1913 besliste de gemeenteraad definitief tot oprichting van de beroepsschool 'Institut Victor Beauduin' met twee afdelingen: hout en ijzer. Mathieu Linotte werd als directeur aangesteld. Toen de lessen op 13 september 1913 in de nieuwe school begonnen, waren 17 leerlingen ingeschreven voor de afdeling 'hout' en 29 voor de afdeling 'ijzer'.

### Eerste Wereldoorlog
Bij het begin van de Eerste Wereldoorlog ging het leerlingenaantal van de avondschool tijdelijk achteruit, van 227 in 1913 tot 177 in 1914. Tijdens de oorlogsjaren, als gevolg van de algemene werkloosheid, stegen de inschrijvingen echter weer tot 294 in 1917.
Voor de pas gestarte dagschool was het uitbreken van de oorlog een ramp. Het schildersatelier brandde af en Duitsers bezetten de school van augustus tot december. Directeur Linotte vluchtte naar Frankrijk. Pas in december 1914, wanneer de Duitsers de school verlieten, kon het nieuwe schooljaar op gang getrokken worden. In 1915 trok de dagschool toch 65 leerlingen aan.
Op bevel van de bezetter moest het onderwijs in Tienen vernederlandsen maar na de oorlog, in 1918, schakelde de directie onmiddellijk weer over op het Frans. Dit werd door steeds meer bestuurders als de oorzaak gezien van de lage slaagcijfers in de voorbereidende afdeling: slechts 7,4 % van de leerlingen studeerde er af.

### Interbellum

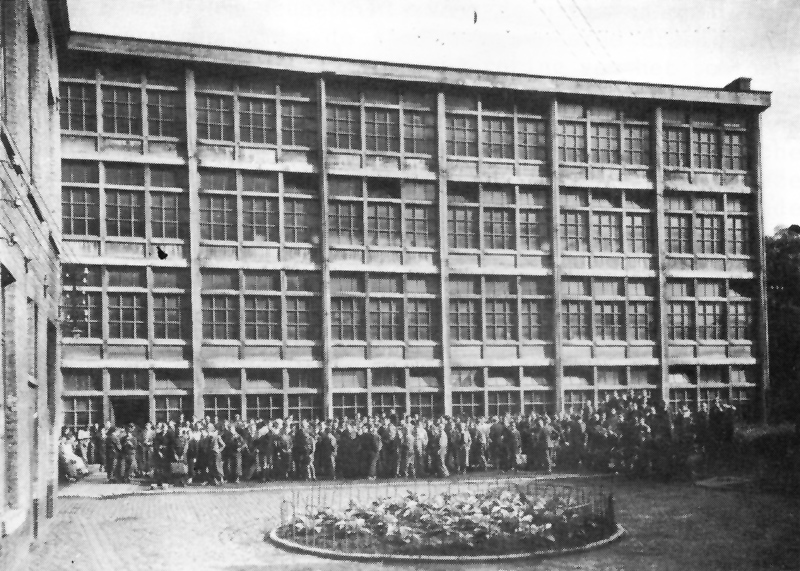
1946: het werkhuis ontworpen door directeur François

Na de oorlog nam de schoolbevolking toe, in de avondschool zowel als in de dagschool. In 1924 moest de afdeling ijzerbewerking gesplitst worden: in de A-klas zaten 36, in de B-klas 26 leerlingen. Het aantal beschikbare machines was ontoereikend geworden en ook de schrijnwerkerij had nood aan meer ruimte en meer gereedschap. Directeur François stelde voor om 'au fond de la cour' nieuwe ateliers te bouwen. Hij tekende zelf het ontwerp voor het nieuwe werkhuis, een betonnen constructie met drie verdiepingen. De gemeenteraad keurde de plannen in 1928 goed en in 1929 al namen de leerlingen van het eerste jaar 'ijzer' en van het eerste en tweede jaar 'hout' hun intrek in de nieuwe lokalen. In 1930 bezat de Tiense vakschool een van de modernst uitgeruste werkplaatsen van de provincie.
In de jaren dertig kwamen nieuwe richtingen bij in de avondschool, 'Kleedesnede' o.a. en 'Briefwisseling' en 'Boekhouden' in de afdeling Handel. Aan de afdeling Scheikunde werden 'Fysische scheikunde' en 'Nijverheidsscheikunde' toegevoegd. Wegens het grote aantal inschrijvingen moesten andere afdelingen worden gesplitst.
In 1933 onderging de dagschool ingrijpende veranderingen. Met de wet van 10 juli 1933 werden nieuwe normen en categorieën voor technische scholen vastgelegd. Van die tijd dateren de begrippen A1, A2, B1 enz. – 52 symbolen die voor ouders en leerlingen duidelijk maakten welk niveau het verstrekte onderwijs in een bepaalde technische school of in een afdeling had. De Tiense dagschool werd als A3-school aanvaard, met het gunstige gevolg dat ouders nog meer vertrouwen kregen in de Tiense vakschool. De curve van de schoolbevolking gaat vanaf 1933 steil omhoog. Leerlingen volgden voortaan 22 uren technische leergangen en 22 uren praktijk in het werkhuis. In 1936 werd de studie van benzine- en dieselmotoren aan het programma van werktuigkunde toegevoegd. Een belangrijke nieuwigheid was de oprichting van de afdeling elektrotechniek in 1937.

### Tweede Wereldoorlog
De nakende wereldoorlog zorgde in 1939 voor ontreddering van het normale schoolleven. Verscheidene leraars van de avondschool en van de beroepsschool werden gemobiliseerd en konden in september niet voor hun klas staan. Bij het begin van de oorlog, van 10 mei tot 3 juni 1940, werden de scholen gesloten. Tijdens de oorlogsjaren daalde het aantal leerlingen in de avondschool schrikbarend: van 417 in 1942 naar 219 in 1945. Na het bombardement van Tienen (25 mei 1944) verlieten talrijke huisgezinnen de stad, zodat in de stadsscholen nog slechts 70% van de kinderen aanwezig waren. Tijdens het derde kwartaal van 1944 werd praktisch geen les meer gegeven.

### Verhuis naar de kazerne
Vanaf 1944 herstelde de dagschool zich geleidelijk na de chaos van de oorlog. Een nieuwigheid in 1946 was de invoering van lichamelijke opvoeding: op de jaarlijkse turnfeesten zouden de goed getrainde jongens voortaan hun kunsten tonen. Tijdens het schooljaar 1945-1946 vervaardigde de afdeling houtbewerking meubels voor de gemeente Dochamps die geteisterd was tijdens het Von Rundstedt-offensief. In 1953-54 werd het vak godsdienst ingevoerd, verplicht door de wet van 29 juli 1953.
Voor de avondschool kwam het herstel een jaar later, in 1945, toen de schoolbevolking met 155 leerlingen toenam. De groei was mee te danken aan de nieuwe cursus lassen.
Directeur Moens slaagde erin hoger secundair technisch onderwijs (A2) uit te bouwen en te laten erkennen (1954-55). Door het KB van 1 juli 1957 mochten leerlingen van 12 jaar al worden aanvaard en werden de nieuwe voorgeschreven programma's stelselmatig ingevoerd. Vanaf september 1963 werd de afdeling A3 aanvaard in de categorie 'lagere secundaire technische school', de A4 in de categorie 'lagere technische beroepsschool' en de A2 in de categorie 'hogere technische beroepsschool'. De afdeling 'Elektromechanica' (A2) werd in 1962 opgesplitst in twee zelfstandige afdelingen 'Mechanica' en 'Elektriciteit'. In 1963 startte een afdeling 'Mechanische Bedrijven' in de categorie B1. Tienen had eindelijk ook hoger technisch onderwijs.
Bij het begin van de jaren 60 telde het Tiense technische onderwijs meer dan 1000 leerlingen. De school barstte uit haar voegen, zozeer dat voor lichamelijke opvoeding en andere cursussen naar buurtscholen en zelfs naar een garage moest worden uitgeweken. Toen de kazerne in de Minderbroedersstraat vrij kwam (1963) liet de stad er klassen, eetzalen, werkhuizen en laboratoria inrichten voor haar technische scholen. In 1964 kon de verhuis naar de kazerne beginnen.

## PIKA wordt PITO wordt PISO

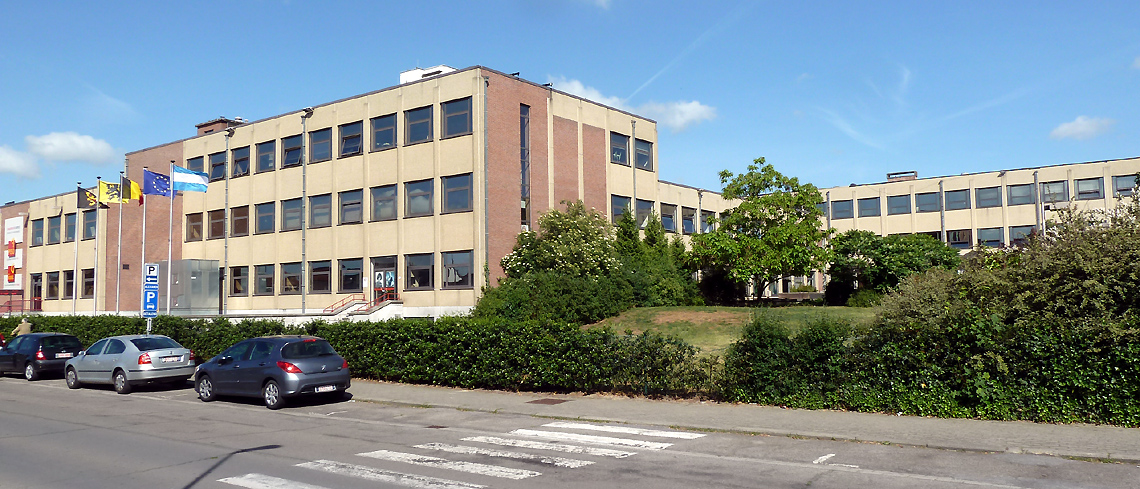
PISO-gebouwen, Cellebroersstraat Tienen

De bloeiende technische school was voor de stad Tienen een zware dobber. De stad had al leningen moeten aangaan voor de aankoop van machines maar nu drong de bouw van een nieuwe school zich op. Zelfs met rijks- en provincietoelagen ging dit de financiële kracht van de stad Tienen te boven, wat schepen van onderwijs Z. Boeckaerts deed zeggen: 'In het belang van het onderwijs is er maar één oplossing: overname door de provincie Brabant'. Zo gebeurde in 1969, het jaar dat de Franse afdeling 'Section mécanique' ophield te bestaan bij gebrek aan leerlingen. Zo kon de provincie de nu volledig Nederlandstalige school wettelijk overnemen.
De provincie nam een gezonde inrichting over: de dagschool bestond in 1969 uit 6 afdelingen, de avondschool had 18 specialisaties. De school kreeg de benaming PIKA, Provinciaal Instituut voor Kunsten en Ambachten (naar de Waalse tegenhanger IPAM in Nijvel), met als ondertitel 'Instituut Victor Beauduin'. De naam hield maar een jaar stand want vanaf 1970 zou de school PITO heten, Provinciaal Instituut voor Technisch Onderwijs, met behoud van de ondertitel.
De provincie maakte onmiddellijk plannen om in de Huidvettersstraat een nieuw schoolcomplex te bouwen, maar voor de aanleg van de E5-autostrade werd een stuk van het terrein onteigend zodat de bouwplannen geen doorgang konden vinden. Het zou duren tot 1981 vooraleer de eerste spadesteek kon gegeven worden voor de bouw van het nieuwe PITO aan de Cellebroersstraat.
Eveneens in 1981 vormden PNT en PITO samen een scholengemeenschap met niet-confessioneel karakter. Beide instellingen gingen gelijk over naar vso, het Vernieuwd Secundair Onderwijs. In 1982 zou het Instituut Charles Dejaegher, de technische meisjesschool van de stad Tienen, eveneens toetreden tot de Provinciale en Gemeentelijke Scholengemeenschap voor secundair onderwijs – Tienen. In 1983 haalde het Instituut Charles Dejaegher de rationalisatienormen niet meer en fuseerde met PITO. De dagschool kreeg daardoor een totaal ander uitzicht. Afdelingen ontstaan in de technische school voor meisjes kwamen bij, zoals 'Keuken', 'Verpleegaspirant', 'Secretariaat', 'Haartooi' en 'Personenverzorging'. Werden eveneens aan het programma toegevoegd: 'Regeltechniek', 'Computergestuurde machines' en in de avondschool 'Boekhouden-Informatica', 'Esperanto', 'Spaans' en 'Programmeren in Cobol-Pascal'.
In 1985 startte de verhuizing naar de nieuwe schoolgebouwen die in drie fasen zouden worden gerealiseerd.
In 1995 fuseerde PNT met PITO. De fusieschool heet sindsdien PISO, Provinciaal Instituut voor Secundair Onderwijs. Het studieaanbod bestaat uit doorstroomgericht onderwijs, onderwijs met dubbele finaliteit en arbeidsmarktgericht onderwijs, en OKAN (Onthaalklas voor Anderstalige Nieuwkomers).